# 屈斯拉莫特
屈斯拉莫特（法語：Cuise-la-Motte，法語發音：[kɥiz la mɔt]）是法国瓦兹省的一个市镇，属于贡比涅区。

## 地理
屈斯拉莫特（49°23'13"N, 3°0'23"E）面积10.05 平方千米，位于法国上法蘭西大區瓦兹省，该省份为法国北部内陆省份，北起索姆省，西接厄尔省和滨海塞纳省，南至塞纳-马恩省和瓦兹河谷省，东临埃纳省。
与屈斯拉莫特接壤的市镇（或旧市镇、城区）包括：埃纳河畔贝尔讷伊、库卢瓦西、克鲁图瓦、皮埃尔丰、圣艾蒂安-鲁瓦莱、特罗利布勒伊、维约穆兰。
屈斯拉莫特的时区为UTC+01:00、UTC+02:00（夏令时）。

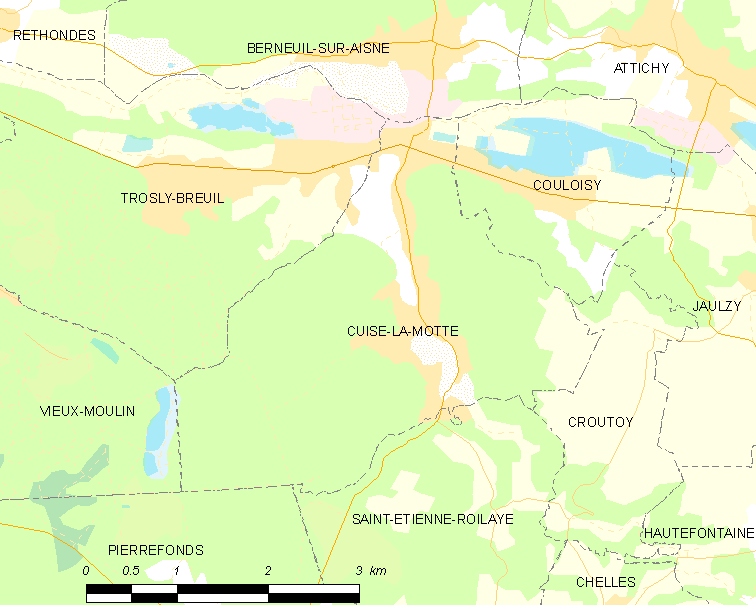
屈斯拉莫特的OSM定位图

## 行政
屈斯拉莫特的邮政编码为60350，INSEE市镇编码为60188。

## 政治
屈斯拉莫特所属的省级选区为贡比涅第二县。

## 人口

1962-2008年间屈斯拉莫特人口变化图示

屈斯拉莫特于2022年1月1日时的人口数量为2101人。